# Hévízgyörk
Hévízgyörk är en ort (by) i provinsen Pest i norra Ungern. Orten har 3 360 invånare (2024), på en yta av 22,85 km². Den ligger cirka 39 kilometer nordost om centrala Budapest.